# Angelópolis (kommun)
Angelópolis är en kommun i Colombia.   Den ligger i departementet Antioquía, i den nordvästra delen av landet, 250 km nordväst om huvudstaden Bogotá. Antalet invånare är 7 641. Arean är 86 kvadratkilometer.
Terrängen i Angelópolis är bergig åt nordost, men åt sydväst är den kuperad.